# Le lozioni capillari di Bebé
Le lozioni capillari di Bebé (Bébé artiste capillaire) è un cortometraggio muto del 1912 diretto da Louis Feuillade.

## Produzione
Il film fu prodotto dalla Société des Etablissements L. Gaumont.

## Distribuzione
Distribuito dalla Société des Etablissements L. Gaumont, uscì nelle sale cinematografiche francesi il 16 agosto 1912.